# Caproni Ca.183bis
Il Caproni Ca.183bis fu un intercettore d'alta quota bimotore sviluppato dall'azienda aeronautica italiana Aeronautica Caproni durante il periodo della seconda guerra mondiale. Si tratta di un perfetto esempio della capacità di mescolare l'originalità futuribile e la carenza di risorse tecniche dell'aeronautica italiana durante la guerra.

## Storia del progetto
Al contrario dei Dr. Hans von Ohain e Sir Frank Whittle, l'ingegner Secondo Campini, ritenendo che gli studi sulla turbina a gas portassero alla realizzazione di un motore poco pratico e troppo futuristico, decise di progettare un sistema che utilizzasse i concetti sperimentati dall'Ing. Luigi Stipa nel velivolo Stipa-Caproni abbinandoli alle esperienze sperimentate sul Campini-Caproni C.C.2. Questo sfociò nel Ca.183bis, un velivolo che sfruttava a bassa quota il tradizionale abbinamento motore-elica propulsiva ed a quote superiori l'apporto supplementare di un motogetto come quello sperimentato sul C.C.2 nel 1940. Ad alta quota infatti, i propulsori convenzionali anche dotati di un compressore per compensare la rarefazione dell'aria, diminuiscono la loro efficienza con conseguente perdita di potenza, per cui la spinta supplementare dovuta ad un motore a getto sarebbe stata estremamente utile.
Il progetto prevedeva l'utilizzo di due motori a pistoni; il primo installato nel muso, un Daimler-Benz DB 605 da 1 250 CV raffreddato a liquido, che aveva il compito di azionare due eliche tripala controrotanti, mentre il secondo, un Fiat A.30 700 CV, che aveva il solo compito di azionare il compressore Campini, era posto in un condotto a metà della fusoliera. Delle prese poste ai lati della fusoliera garantivano la massa d'aria necessaria al raffreddamento del motore Fiat e per l'alimentazione del postcombustore. Si ritiene che il dispositivo di Campini fosse in grado di garantire al velivolo un incremento di velocità fino a 96 km/h, consentendo al Ca.183bis di raggiungere la velocità massima di circa 740 km/h con un'autonomia di circa 2 000 km.
L'armamento era costituito da quattro cannoncini MG 151/20 da 20 mm posizionati nelle ali e di un cannone MK 108 da 30 mm nel mozzo dell'elica, configurazione comune al Messerschmitt Bf 109 G con cui condivideva il motore installato sul muso.
La costruzione del prototipo cominciò nelle Officine Caproni di Taliedo ma non mai arrivò al completamento a causa dello stallo industriale seguito all'armistizio.
Attualmente i dati relativi al progetto di questo velivolo sono ancora minimi.